# Seong
Seong (hangeul : 성왕 ; hanja : 成王) (mort en 794) est le cinquième roi du royaume de Balhae en Corée. Il a régné de 793 à sa mort.